# London Borough of Havering
London Borough of Havering är en borough i nordöstra London med cirka 265 000 invånare (2022).
Borough of Havering gränsar i söder till Bexley vid Themsen och i väster till Redbridge och Barking and Dagenham och gränsar till Essex i norr och öster. 

## Distrikt
Distrikt som helt eller delvis ligger i Havering:

- Ardleigh Green
- Collier Row
- Cranham
- Chase Cross
- Emerson Park
- Elm Park
- Gidea Park
- Gallows Corner
- Hornchurch
- Harold Park
- Harold Hill
- Harold Wood
- Havering-atte-Bower
- North Ockendon
- Noak Hill
- Romford
- Rainham
- South Hornchurch
- Wennington
- Upminster Bridge
- Upminster Havering